# Glanville
Ne doit pas être confondu avec Glonville.
Glanville est une commune française, située dans le département du Calvados en région Normandie, peuplée de 158 habitants.

## Géographie
La commune est au nord du pays d'Auge. Son bourg est à 10 km au sud de Deauville, à 10 km à l'ouest de Pont-l'Évêque, à 17 km à l'est de Dives-sur-Mer et à 21 km au nord-ouest de Lisieux.
Le territoire couvre 643 hectares, limitrophe de Beaumont-en-Auge, Bourgeauville, Saint-Pierre-Azif, Vauville, Tourgéville et Saint-Étienne-la-Thillaye.
| Saint-Pierre-Azif | Vauville, Tourgéville | Saint-Étienne-la-Thillaye |
| Bourgeauville     | Glanville             | Beaumont-en-Auge          |
| Bourgeauville     | Bourgeauville         | Beaumont-en-Auge          |

### Hydrographie
La commune est située dans le bassin Seine-Normandie. Elle est drainée par le ruisseau de Saint-Clair, le Douet au Saulnier, le fossé 02 de la commune de Bourgeauville, le cours d'eau 01 de la commune de Glanville, le fossé 02 de la commune de Glanville, le fossé 03 de la commune de Glanville et le Douet du Houlbec,,.

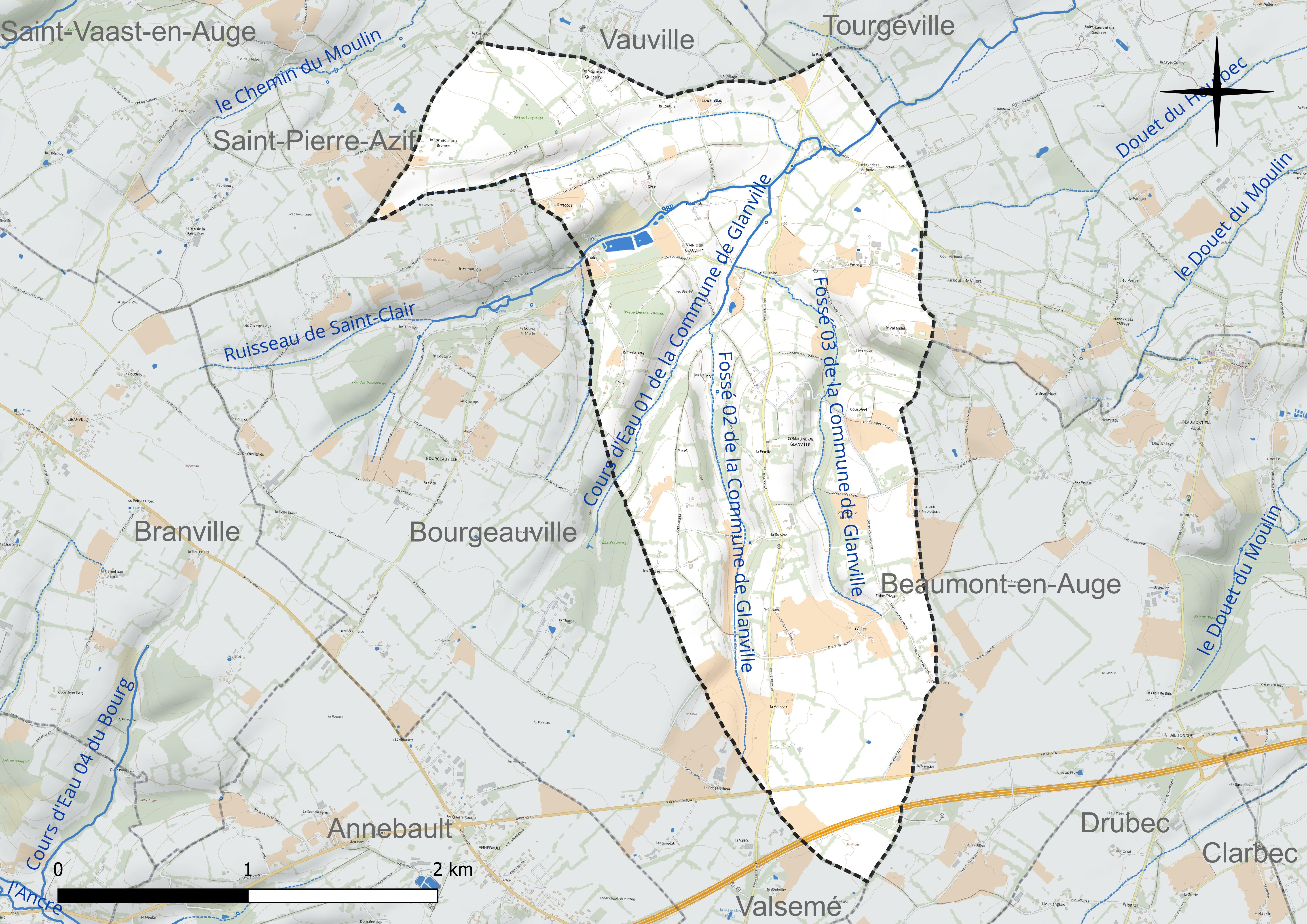
Réseau hydrographique de Glanville.

Un plan d'eau complète le réseau hydrographique : l'étang Saint-Clair (1,5 ha),.

### Climat
Pour des articles plus généraux, voir Climat de la Normandie et Climat du Calvados.
En 2010, le climat de la commune est de type climat océanique franc, selon une étude du CNRS s'appuyant sur une série de données couvrant la période 1971-2000. En 2020, Météo-France publie une typologie des climats de la France métropolitaine dans laquelle la commune est exposée à un climat océanique et est dans la région climatique  Côtes de la Manche orientale, caractérisée par un faible ensoleillement (1 550 h/an) ; forte humidité de l'air (plus de 20 h/jour avec humidité relative > 80 % en hiver), vents forts fréquents. Parallèlement le GIEC normand, un groupe régional d'experts sur le climat, différencie quant à lui, dans une étude de 2020, trois grands types de climats pour la région Normandie, nuancés à une échelle plus fine par les facteurs géographiques locaux. La commune est, selon ce zonage, exposée à un « climat contrasté des collines », correspondant au Pays d'Auge, Lieuvin et Roumois, moins directement soumis aux flux océaniques et connaissant toutefois des précipitations assez marquées en raison des reliefs collinaires qui favorisent leur formation.
Pour la période 1971-2000, la température annuelle moyenne est de 10,6 °C, avec  une amplitude thermique annuelle de 12,6 °C. Le cumul annuel moyen de précipitations est de 798 mm, avec 12,1 jours de précipitations en janvier et 8,1 jours en juillet. Pour la période 1991-2020, la température moyenne annuelle observée sur la station météorologique la plus proche, située sur la commune de Deauville à 8 km à vol d'oiseau, est de 0,0 °C et le cumul annuel moyen de précipitations est de 0,0 mm. Pour l'avenir, les paramètres climatiques de la commune estimés pour 2050 selon différents scénarios d'émission de gaz à effet de serre sont consultables sur un site dédié publié par Météo-France en novembre 2022.

## Urbanisme

### Typologie
Au 1er janvier 2024, Glanville est catégorisée commune rurale à habitat très dispersé, selon la nouvelle grille communale de densité à 7 niveaux définie par l'Insee en 2022.
Elle est située hors unité urbaine. Par ailleurs la commune fait partie de l'aire d'attraction de Trouville-sur-Mer, dont elle est une commune de la couronne,. Cette aire, qui regroupe 35 communes, est catégorisée dans les aires de moins de 50 000 habitants,.

### Occupation des sols
L'occupation des sols de la commune, telle qu'elle ressort de la base de données européenne d'occupation biophysique des sols Corine Land Cover (CLC), est marquée par l'importance des territoires agricoles (100 % en 2018), une proportion identique à celle de 1990 (100 %). La répartition détaillée en 2018 est la suivante : 
prairies (78,9 %), zones agricoles hétérogènes (21,1 %). L'évolution de l'occupation des sols de la commune et de ses infrastructures peut être observée sur les différentes représentations cartographiques du territoire : la carte de Cassini (XVIIIe siècle), la carte d'état-major (1820-1866) et les cartes ou photos aériennes de l'IGN pour la période actuelle (1950 à aujourd'hui).

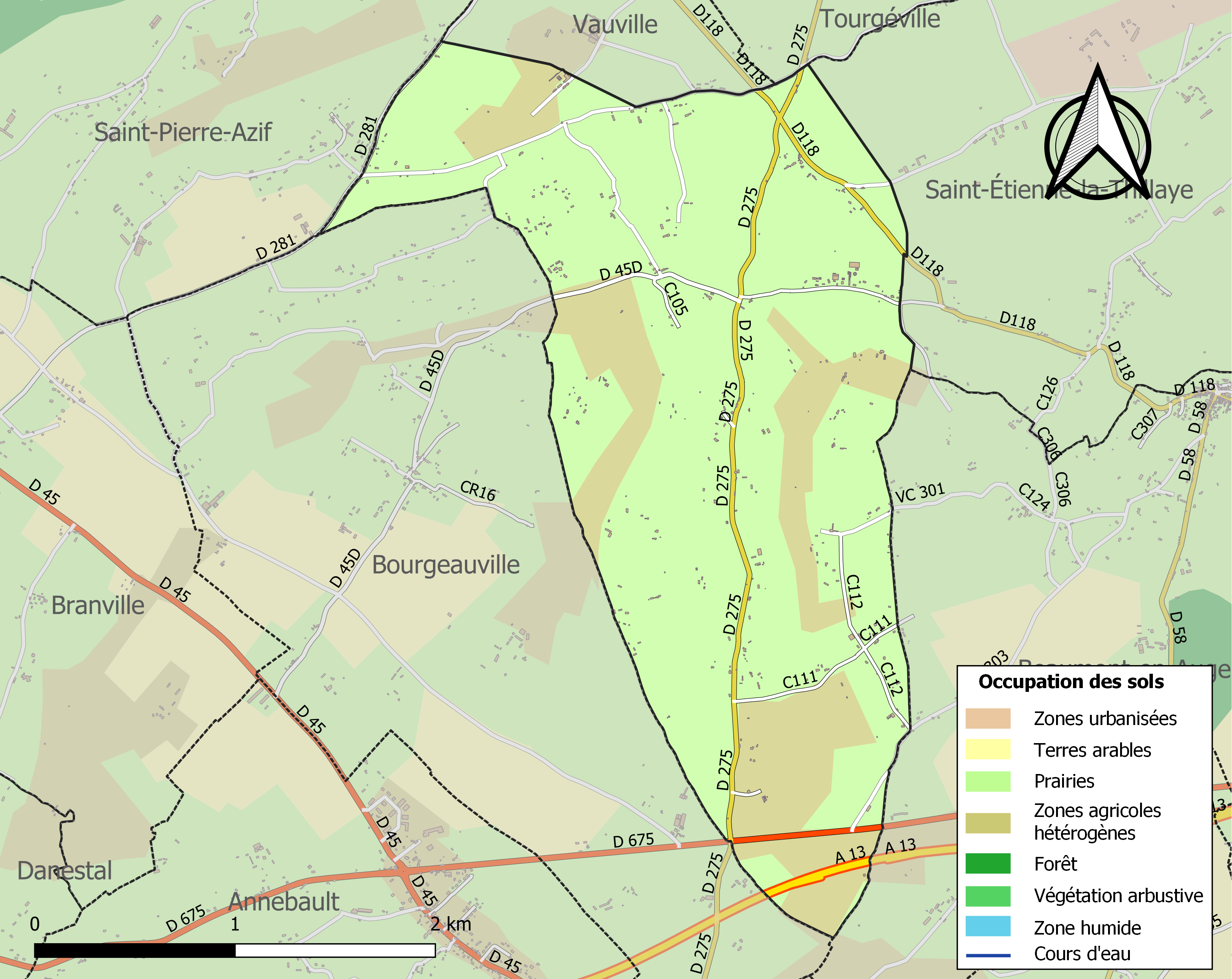
Carte des infrastructures et de l'occupation des sols de la commune en 2018 (CLC).

## Toponymie
Le nom de la localité est attesté sous les formes latinisées de Glanvilla en 1048, ; Glanvilla vers 1057; Glanvilla vers 1066 ; Glandivilla en 1077 - 1079 ; Glandevilla en 1079 [?] ; Glanivilla en 1086 ; Glanvilla en 1099 ; Glainville en 1160 ; Glanvilla en 1180 ; Glantevilla en 1234 ; Clanvilla en 1248.
Il s'agit d'une formation médiévale en -ville (appellatif toponymique issu du gallo-roman VILLA « grand domaine rural », du latin villa rustica) qui a le sens de « domaine rural » au Moyen Âge (d'où vilain « paysan ») et « agglomération de maisons ».
Le premier élément est vraisemblablement un anthroponyme selon le cas général,.
Ce pourrait être un nom d'homme germanique fondé sur le radical Gland- ou encore Galandus,. François de Beaurepaire émet l'hypothèse d'un nom de personne anglo-saxon non attesté *Gland qu'il croit reconnaître dans les toponymes anglais Glanton, Glentham et Glentworth, or cette possibilité n'est pas évoquée par A. D. Mills qui voit dans Glanton (Glentendon 1186) une « colline fréquentée par des oiseaux de proie ou utilisée comme observatoire », sur le vieil anglais *glente « oiseaux de proie » ou « observatoire » et le même élément dans Glentham (Glentham 1086) et Glentworth (Glentewrde 1086).
Galandus est effectivement attesté au Moyen Âge. Le -us final est la désinence latinisée. Ce nom se perpétue dans le nom de famille Galand, surtout fréquent dans la région Nord-Pas-de-Calais.
Remarque : mis à part les formes plus tardives du type Glandivilla / Glandevilla / Glantevilla, celles du XIe siècle mentionnées antérieurement ne comportent pas de -d-, alors que les diverses hypothèses le tiennent pour assuré, aussi bien dans Gland- que dans Galand(us). La proposition Galand(us) postule en outre l'existence d'un [a] qui se serait amuï par la suite Galand- > Glan- et dont il n'y a aucune trace dans les formes anciennes.
Le gentilé est Glanvillais.

## Histoire
Village d'origine de la famille anglo-normande de Glanville, tenant d'un fief dans le Suffolk, dont l'ancêtre a participé à la bataille de Hastings en 1066 : Robert de Glanville est mentionné sur la liste des compagnons de Guillaume le Conquérant de Dives-sur-Mer.
L'historien Glanville-Richards nous montre le Sire de Glanville à la tête des archers du Val de Réal [?], de Breteuil et autres lieux qui combattirent à la bataille d'Hastings.
Enfin, une liste tirée du Battle Abbey Roll, datant probablement du XIVe siècle, mentionne également le Sire de Glanville.
Autrefois, les fiefs de la Motte Glanville et Glanville Hulline se trouvaient sur la paroisse de Glanville.

## Politique et administration
| Période                                  | Période   | Identité       | Étiquette | Qualité                           |
| ---------------------------------------- | --------- | -------------- | --------- | --------------------------------- |
| 1989                                     | mars 2008 | Bernard Isabel | SE        | Agriculteur retraité              |
| mars 2008                                | En cours  | Martine Martin | SE        | Voyageur représentant de commerce |
| Les données manquantes sont à compléter. |           |                |           |                                   |

Le conseil municipal est composé de onze membres dont le maire et deux adjoints.

## Démographie
L'évolution du nombre d'habitants est connue à travers les recensements de la population effectués dans la commune depuis 1793. Pour les communes de moins de 10 000 habitants, une enquête de recensement portant sur toute la population est réalisée tous les cinq ans, les populations de référence des années intermédiaires étant quant à elles estimées par interpolation ou extrapolation. Pour la commune, le premier recensement exhaustif entrant dans le cadre du nouveau dispositif a été réalisé en 2006.
En 2022, la commune comptait 158 habitants, en évolution de −9,71 % par rapport à 2016 (Calvados : +1,58 %, France hors Mayotte : +2,11 %).
Glanville a compté jusqu'à 421 habitants en 1800.
| 1793 | 1800 | 1806 | 1821 | 1831 | 1836 | 1841 | 1846 | 1851 |
| ---- | ---- | ---- | ---- | ---- | ---- | ---- | ---- | ---- |
| 414  | 421  | 415  | 408  | 367  | 362  | 305  | 312  | 327  |

| 1856 | 1861 | 1866 | 1872 | 1876 | 1881 | 1886 | 1891 | 1896 |
| ---- | ---- | ---- | ---- | ---- | ---- | ---- | ---- | ---- |
| 310  | 323  | 331  | 265  | 227  | 250  | 237  | 202  | 200  |

| 1901 | 1906 | 1911 | 1921 | 1926 | 1931 | 1936 | 1946 | 1954 |
| ---- | ---- | ---- | ---- | ---- | ---- | ---- | ---- | ---- |
| 195  | 214  | 249  | 254  | 231  | 240  | 226  | 202  | 174  |

| 1962 | 1968 | 1975 | 1982 | 1990 | 1999 | 2006 | 2011 | 2016 |
| ---- | ---- | ---- | ---- | ---- | ---- | ---- | ---- | ---- |
| 201  | 169  | 144  | 126  | 133  | 165  | 178  | 175  | 175  |

| 2021 | 2022 | - | - | - | - | - | - | - |
| ---- | ---- | - | - | - | - | - | - | - |
| 161  | 158  | - | - | - | - | - | - | - |

## Lieux et monuments
- L'église Notre-Dame (XIIe siècle) s'enorgueillit d'un autel principal (rectangulaire) surmonté de son retable, avec un tableau de l'Annonciation des XVIIe et XVIIIe siècles. La nef (restaurée au XIXe siècle) présente une voûte en bois en forme de carène de bateau renversée. Deux autels secondaires sont dédiés à saint Joseph au sud et à la Vierge Marie au nord. Le pavage au sol comporte des motifs de fleurs de lys et de queues d'hermine. Certains chapiteaux et les arcs-doubleaux ont conservé une trace de polychromie. Le porche du XIVe siècle repose sur quatre poteaux de chêne supportant une bâtière. L'église de Glanville nécessitant d'importants travaux d'entretien, l'Association de protection de l'église de Glanville a été créée en 2010. Ladite association bénéficie du soutien de la Fondation du patrimoine. En 2012, grâce à la générosité d'un donateur habitant Glanville (complétée par celle de la Fondation du patrimoine), le tableau de l'Annonciation a été restauré.
- Villa Sayer : maison construite en 1973 par Marcel Breuer, avec la collaboration de l'architecte italien Mario Jossa, inscrite aux Monuments historiques[38]. Il s'agit de la seule maison d'habitation construite en France par Breuer. La maison se visite une fois par an lors des Journées du patrimoine.
- Station de pompage[39].
- Mairie, typique des petites mairies du pays d'Auge. Elle a été inaugurée le 15 septembre 1912[40].

Sur la commune, se trouvent deux sources :
- celle de Saint-Méen, dont les eaux étaient réputées pour guérir la gale des mains et la lèpre, et celle de Saint-Marcouf (deuxième patron de l'église), dont les eaux étaient censées guérir les écrouelles.

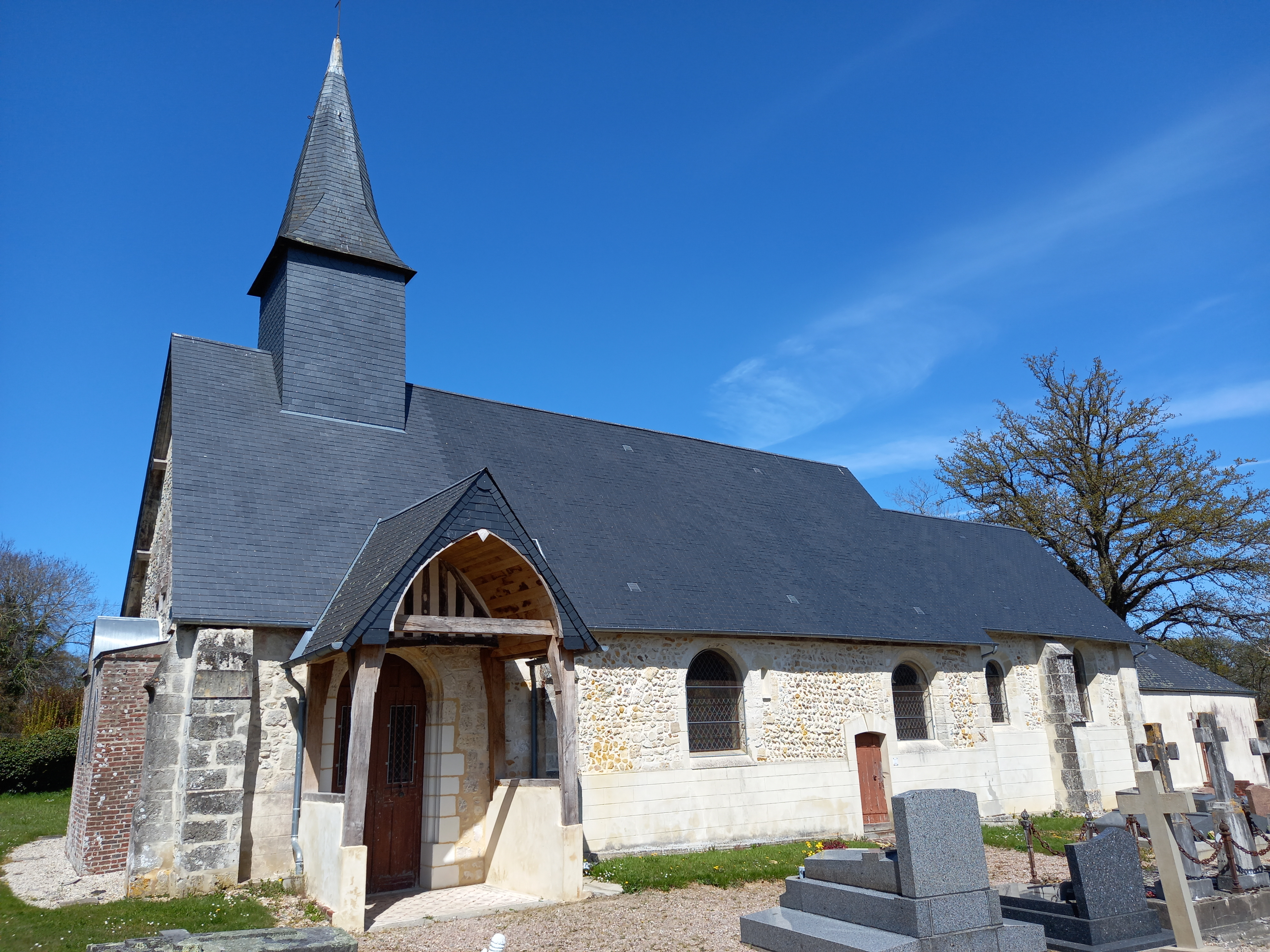
Vue générale de l'église Notre-Dame.
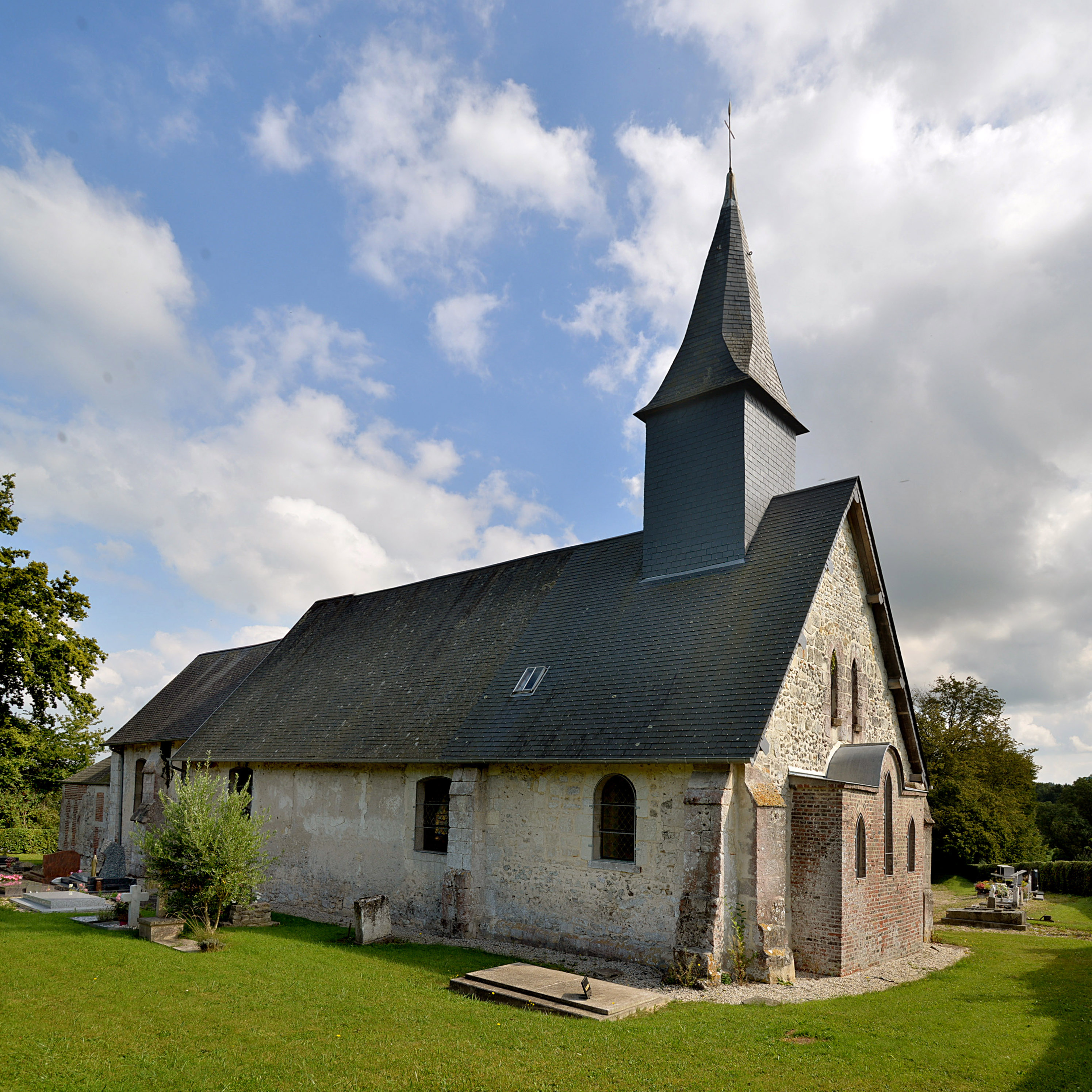
L'église de la Nativité-de-Notre-Dame.
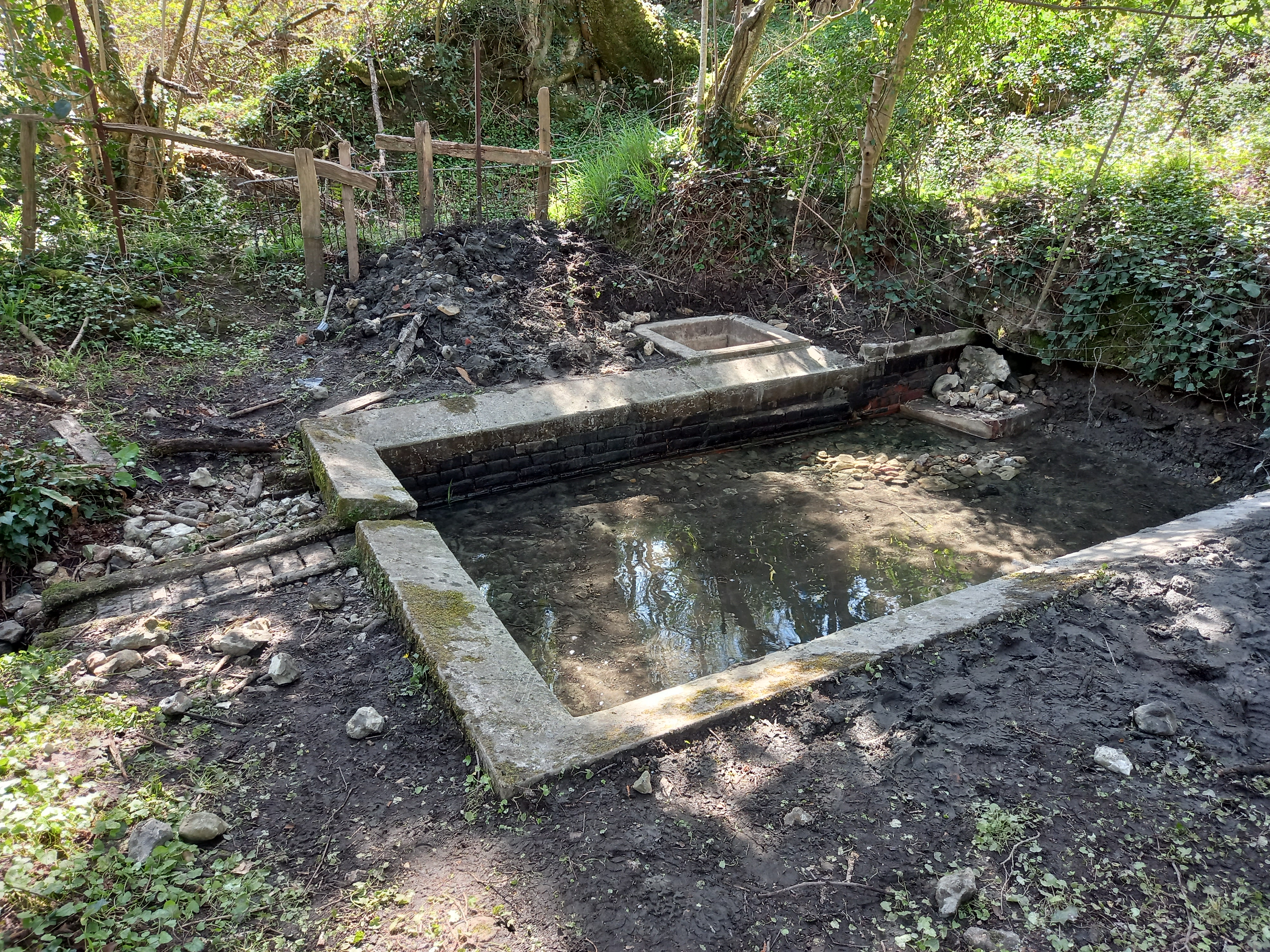
Fontaine à Glanville.
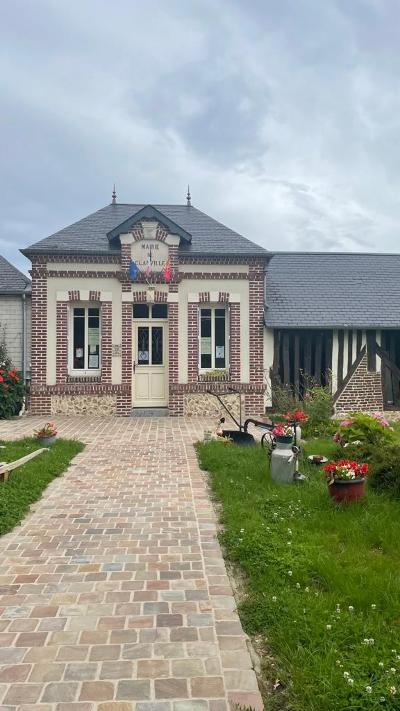
La Mairie.

## Personnalités liées à la commune
- Léonce Boistard de Prémagny, comte de Glanville (1807 - 1903), issu d'une famille de noblesse de robe rouennaise, propriétaire du Quesnay (dont les terres se situaient sur Vauville et Glanville).